# Chrustki (SIMC 0451100)
Chrustki – przysiółek wsi Kasina Wielka w Polsce, w województwie małopolskim, w powiecie limanowskim, w gminie Mszana Dolna.